# Paul Chaikin
Paul Michael Chaikin (* 14. November 1945 in Brooklyn) ist ein US-amerikanischer Physiker, der sich mit Festkörperphysik befasst, insbesondere Weiche Materie.
Chaikin studierte am Caltech mit dem Bachelor-Abschluss 1966 und wurde 1971 an der University of Pennsylvania bei M. Anthony Jensen (und Alan J. Heeger) promoviert (Probing many body effects with superconductivity). Ab 1972 war er Assistant Professor und 1980 Professor an der University of California, Los Angeles (UCLA). 1983 wurde er Professor an der University of Pennsylvania und 1988 an der Princeton University, ab 2001 als Henry De Wolfe Smyth Professor für Physik. 2005 emeritierte er und wurde Silver Professor für Physik am Center for Soft Condensed Matter Research der New York University.
Er befasste sich mit unterschiedlichsten Gebieten der Festkörperphysik: Supraleitung, Magnetismus, Thermoelektrizität, Metall-Isolator-Übergänge, organische Leiter, quasi-eindimensionale Materialien, dünne Metallfilme, Kolloide und kolloidale Kristalle.
Er war Gastprofessor an der Universität Paris-Süd (1978/79), am Institut Curie in Paris (1998/99) und ab 1983 außerdem an den Exxon Research Laboratories.
Er ist Fellow der American Physical Society (1984), des Institute of Physics (2004), der National Academy of Sciences (2004) und der American Academy of Arts and Sciences (2003). 1977 bis 1982 war er Sloan Research Fellow und 1997/98 Guggenheim Fellow. Für 2018 wurde ihm der Oliver E. Buckley Condensed Matter Prize zugesprochen. 2024 hielt Chaikin die Van Vleck Lecture.
Er ist seit 1977 verheiratet und hat zwei Kinder.

## Schriften
- mit Tom Lubensky Principles of condensed matter physics, Cambridge University Press 1995